# UEFA Women's Champions League 2017-2018 - Fase a eliminazione diretta
Questa voce raccoglie un approfondimento sulle gare della fase a eliminazione diretta dell'edizione 2017-2018 della UEFA Women's Champions League, la massima competizione calcistica europea femminile per club.

## Squadre partecipanti
Alla fase a eliminazione diretta partecipano 32 squadre, di cui 19 squadre qualificate direttamente ai sedicesimi e le 11 squadre qualificatesi dal turno preliminare. Le fasce per il sorteggio vengono composte in base al coefficiente UEFA dei club. Nei sedicesimi e negli ottavi di finale non possono essere accoppiate squadre dello stesso Paese. In questa fase le squadre si affrontano in partite di andata e ritorno, eccetto che nella finale.
Teste di serie:
- Olympique Lione (111,400) (DT)
- Wolfsburg (129,380)
- Rosengård (83,295)
- Barcellona (68,520)
- Fortuna Hjørring (54,705)
- Bayern Monaco (48,380)
- Brøndby (47,705)
- Zurigo (43,890)
- Rossijanka (37,715)
- Manchester City (36,490)
- Glasgow City (34,580)
- Zvezda 2005 Perm' (33,715)
- Brescia (33,210)
- Slavia Praga (31,890)
- Sparta Praga (31,890)
- Linköping (30,295)

Non teste di serie:
- Chelsea (29,490)
- Montpellier (26,400)
- LSK Kvinner (26,075)
- BIIK Kazygurt (24,930)
- Apollōn Lemesou (23,940)
- St. Pölten (21,240)
- Atlético Madrid (20,520)
- Olimpia Cluj (19,950)
- Medyk Konin (19,600)
- Gintra Universitetas (15,960)
- Stjarnan (15,610)
- Fiorentina (12,210)
- Avaldsnes (12,075)
- FK Minsk (10,800)
- PAOK (10,305)
- Ajax (8,250)

## Calendario
L'UEFA ha fissato il calendario della competizione e gli abbinamenti che saranno necessari nello svolgersi del torneo nella sua sede di Nyon, Svizzera.
| Turno      | Sorteggio         | Andata                                             | Ritorno                                            |
| ---------- | ----------------- | -------------------------------------------------- | -------------------------------------------------- |
| Sedicesimi | 1º settembre 2017 | 4-5 ottobre 2017                                   | 11-12 ottobre 2017                                 |
| Ottavi     | 16 ottobre 2017   | 8-9 novembre 2017                                  | 15-16 novembre 2017                                |
| Quarti     | 24 novembre 2017  | 21-22 marzo 2018                                   | 28-29 marzo 2018                                   |
| Semifinali | 24 novembre 2017  | 21-22 aprile 2018                                  | 28-29 aprile 2018                                  |
| Finale     | 24 novembre 2017  | 24 maggio 2018 al Stadio Dynamo Lobanovs'kyj, Kiev | 24 maggio 2018 al Stadio Dynamo Lobanovs'kyj, Kiev |

## Sedicesimi di finale
Il sorteggio degli accoppiamenti per le semifinali si è tenuto a Nyon il 1º settembre 2017. L'andata si disputa il 4-5 ottobre 2017, mentre il ritorno si disputa l'11-12 ottobre 2017.
| Squadra 1            | Totale      | Squadra 2         | Andata | Ritorno |
| -------------------- | ----------- | ----------------- | ------ | ------- |
| Stjarnan             | 5 - 1       | Rossijanka        | 1 - 1  | 4 - 0   |
| Fiorentina           | 2 - 1       | Fortuna Hjørring  | 2 - 1  | 0 - 0   |
| Apollōn Lemesou      | 0 - 4       | Linköping         | 0 - 1  | 0 - 3   |
| Montpellier          | 2 - 1       | Zvezda 2005 Perm' | 0 - 1  | 2 - 0   |
| BIIK Kazygurt        | 4 - 4 (gfc) | Glasgow City      | 3 - 0  | 1 - 4   |
| Gintra Universitetas | 3 - 2       | Zurigo            | 1 - 1  | 2 - 1   |
| Atlético Madrid      | 2 - 15      | Wolfsburg         | 0 - 3  | 2 - 12  |
| LSK Kvinner          | 3 - 1       | Brøndby           | 0 - 0  | 3 - 1   |
| Ajax                 | 1 - 2       | Brescia           | 1 - 0  | 0 - 2   |
| St. Pölten           | 0 - 6       | Manchester City   | 0 - 3  | 0 - 3   |
| Chelsea              | 2 - 2 (gfc) | Bayern Monaco     | 1 - 0  | 1 - 2   |
| FK Minsk             | 4 - 7       | Slavia Praga      | 1 - 3  | 3 - 4   |
| Medyk Konin          | 0 - 14      | Olympique Lione   | 0 - 5  | 0 - 9   |
| PAOK                 | 0 - 8       | Sparta Praga      | 0 - 5  | 0 - 3   |
| Olimpia Cluj         | 0 - 5       | Rosengård         | 0 - 1  | 0 - 4   |
| Avaldsnes            | 0 - 6       | Barcellona        | 0 - 4  | 0 - 2   |

### Andata
| Arbitro: | Eleni Antoniou |

|                                       |           |  |
| Kirgizbaeva 48’ Korte 54’ Gabelia 58’ | Marcatori |  |

| Arbitro: | Anastasia Romanjuk |

|  |           |                                                  |
|  | Marcatori | 11’, 29’, 67’ Hegerberg 32’ Renard 83’ Le Sommer |

| Arbitro: | Kulmala |

|  |           |                                                          |
|  | Marcatori | 14’, 45+1’, 87’ I. Martínková 61’ Hälinen 82’ Kladrubská |

| Arbitro: | Ivana Martinčić |

|  |           |           |
|  | Marcatori | 58’ Minde |

| Arbitro: | Angelika Söder |

|             |           |           |
| Coleman 23’ | Marcatori | 18’ Moser |

| Arbitro: | Ivana Projkovska |

|            |           |                                        |
| Chimič 60’ | Marcatori | 28’ Svitková 74’ Cahynová 80’ Divišová |

| Arbitro: | Silvia Domingos |

|  |           |                                                 |
|  | Marcatori | 19’ Martens 70’ Duggan 75’ Andressa 81’ Mariona |

| Lillestrøm 4 ottobre 2017, ore 19:00 CEST | LSK Kvinner         | 0 – 0 referto | Brøndby | Åråsen Stadion\| Arbitro: \| Désirée Grundbacher \| |
| Arbitro:                                  | Désirée Grundbacher |               |         |                                                     |

| Arbitro: | Lorraine Clark |

|            |           |  |
| Bakker 88’ | Marcatori |  |

| Arbitro: | Florence Guillemin |

|  |           |                                          |
|  | Marcatori | 47’ Harder 78’ (aut.) Meseguer 87’ Pajor |

| Arbitro: | Olga Zadinová |

|            |           |  |
| Spence 10’ | Marcatori |  |

| Arbitro: | Sandra Bastos |

|  |           |                                    |
|  | Marcatori | 23’ Stokes 31’ Houghton 35’ Parris |

| Arbitro: | Sofia Karagiorgi |

|                         |           |           |
| Vigilucci 39’ Mauro 60’ | Marcatori | 73’ Bruun |

| Arbitro: | Sara Persson |

|  |           |                     |
|  | Marcatori | 64’ (aut.) Sembrant |

| Arbitro: | Petra Pavlíková |

|  |           |            |
|  | Marcatori | 35’ Wieder |

| Arbitro: | Barbara Poxhofer |

|                           |           |             |
| Ásbjörnsdóttir 22’ (rig.) | Marcatori | 48’ Šadrina |

### Ritorno
| Arbitro: | Sarah Garratt |

|  |           |                                                                 |
|  | Marcatori | 41’, 49’ Þorsteinsdóttir 54’ Ásbjörnsdóttir 63’ (aut.) Anan'eva |

| Arbitro: | Justina Lavrenovaitė |

| |           |                                  |
| Popp 2’, 15’, 16’ Gunnarsdóttir 8’ Harder 29’, 49’ Dickenmann 33’, 44’ Soares 41’ (aut.) Wullaert 57’, 83’ Graham Hansen 69’ | Marcatori | 31’ Ludmila 76’ (aut.) Wedemeyer |

| Arbitro: | Rebecca Welch |

|                              |           |  |
| Stašková 27’, 88’ Mocová 61’ | Marcatori |  |

| Arbitro: | Eleni Lampadariou |

|            |           |                                |
| Larsen 61’ | Marcatori | 8’ Berget 21’ Bachor 66’ Haavi |

| Arbitro: | Eszter Urbán |

|  |           |                    |
|  | Marcatori | 52’, 71’ Jakobsson |

| Arbitro: | Maria Marotta |

|                           |           |  |
| Arnth 10’ Hurtig 72’, 76’ | Marcatori |  |

| Arbitro: | Graziella Pirriatore |

|                        |           |  |
| Martens 52’ Losada 57’ | Marcatori |  |

| Arbitro: | Vivian Peeters |

|                                                                                           |           |  |
| Majri 22’ Hegerberg 29’, 39’ Bronze 32’ Renard 38’, 62’, 88’ Abily 43’ Kumagai 65’ (rig.) | Marcatori |  |

| Arbitro: | Ewa Augustyn |

|                                    |           |                                            |
| Svitková 7’, 63’, 85’ Cahynová 82’ | Marcatori | 4’ Duben 34’ (rig.) Chimič 90’ Ogbiagbevha |

| Arbitro: | Efthalia Mitsi |

|                                                         |           |  |
| Mittag 37’ Landeka 63’ Folkesson 75’ Viggósdóttir 90+2’ | Marcatori |  |

| Arbitro: | Katalin Kulcsár |

|                       |           |           |
| Rolfö 76’ Voňková 83’ | Marcatori | 60’ Kirby |

| Arbitro: | Lois Otte |

|          |           |                  |
| Humm 73’ | Marcatori | 27’, 86’ Coleman |

| Hjørring 11 ottobre 2017, ore 20:00 CEST | Fortuna Hjørring  | 0 – 0 referto | Fiorentina | Hjørring Stadion\| Arbitro: \| Bibiana Steinhaus \| |
| Arbitro:                                 | Bibiana Steinhaus |               |            |                                                     |

| Arbitro: | Volha Tsiareška |

|                           |           |  |
| Daleszczyk 23’ Mendes 83’ | Marcatori |  |

| Arbitro: | Monika Mularczyk |

|                                 |           |  |
| Parris 35’ Scott 44’ Lawley 85’ | Marcatori |  |

| Arbitro: | Marta Huerta De Aza |

|                                |           |            |
| Grant 43’, 51’, 63’ Murray 59’ | Marcatori | 19’ Ihezuo |

## Ottavi di finale
Il sorteggio degli accoppiamenti per gli ottavi di finale si è tenuto a Nyon il 16 ottobre 2017. L'andata si è disputata l'8 e il 9 novembre 2017, mentre il ritorno si disputa il 15 e il 16 novembre 2017.
Teste di serie:
- Olympique Lione (111,400) (DT)
- Wolfsburg (129,380)
- Rosengård (83,925)
- Barcellona (68,520)
- Manchester City (36,490)
- Brescia (33,210)
- Slavia Praga (31,890)
- Sparta Praga (31,890)

Non teste di serie:
- Linköping (30,295)
- Chelsea (29,490)
- Montpellier (26,400)
- LSK Kvinner (26,075)
- BIIK Kazygurt (24,930)
- Gintra Universitetas (15,960)
- Stjarnan (15,610)
- Fiorentina (12,210)

| Squadra 1            | Totale | Squadra 2       | Andata | Ritorno |
| -------------------- | ------ | --------------- | ------ | ------- |
| Sparta Praga         | 1 - 4  | Linköping       | 1 - 1  | 0 - 3   |
| Gintra Universitetas | 0 - 9  | Barcellona      | 0 - 6  | 0 - 3   |
| Chelsea              | 4 - 0  | Rosengård       | 3 - 0  | 1 - 0   |
| LSK Kvinner          | 1 - 7  | Manchester City | 0 - 5  | 1 - 2   |
| Brescia              | 2 - 9  | Montpellier     | 2 - 3  | 0 - 6   |
| BIIK Kazygurt        | 0 - 16 | Olympique Lione | 0 - 7  | 0 - 9   |
| Fiorentina           | 3 - 7  | Wolfsburg       | 0 - 4  | 3 - 3   |
| Stjarnan             | 1 - 2  | Slavia Praga    | 1 - 2  | 0 - 0   |

### Andata
| Arbitro: | Sofia Karagiorgi |

|  |           |                                                                      |
|  | Marcatori | 5’, 19’ (rig.), 73’, 90’ Hegerberg 44’ Abily 47’ Majri 75’ Le Sommer |

| Arbitro: | Jana Adámková |

|                 |           |                                          |
| Girelli 8’, 37’ | Marcatori | 30’ Blackstenius 42’ Cayman 58’ Sembrant |

| Arbitro: | Lorraine Clark |

|  |           |                                                                    |
|  | Marcatori | 36’ Bonmatí 44’, 57’ Mariona 68’ Duggan 82’ O. García 89’ Andonova |

| Arbitro: | Désirée Grundbacher |

|           |           |            |
| Strom 47’ | Marcatori | 54’ Hurtig |

| Arbitro: | Sara Persson |

|  |           |                                            |
|  | Marcatori | 49’, 60’ Gunnarsdóttir 54’ Harder 73’ Popp |

| Arbitro: | Bibiana Steinhaus |

|                                     |           |  |
| Kirby 33’ Bachmann 66’ Flaherty 73’ | Marcatori |  |

| Arbitro: | Stéphanie Frappart |

|  |           |                                                             |
|  | Marcatori | 26’ Stokes 40’ (rig.) Christiansen 69’ Emslie 74’, 78’ Ross |

| Arbitro: | Justina Lavrenovaitė |

|              |           |                                  |
| Pedersen 69’ | Marcatori | 36’ Divišová 71’ (rig.) Svitková |

### Ritorno
| Arbitro: | Kateryna Monzul' |

|                                     |           |                                 |
| Wullaert 30’, 32’ Gunnarsdóttir 71’ | Marcatori | 2’ Mauro 60’ Rinaldi 81’ Brazil |

| Arbitro: | Angelika Söder |

|                                   |           |  |
| Hurtig 18’ Minde 78’ Sørensen 86’ | Marcatori |  |

| Arbitro: | Esther Staubli |

|  |           |        |
|  | Marcatori | 53’ Ji |

| Arbitro: | Eszter Urbán |

|                                               |           |  |
| Putellas 35’ Duggan 44’ Alekperova 76’ (aut.) | Marcatori |  |

| Arbitro: | Silvia Domingos |

|                                                                                 |           |  |
| Majri 12’ Hegerberg 32’, 36’, 46’, 58’ (rig.) Abily 43’, 69’, 83’ Cascarino 73’ | Marcatori |  |

| Arbitro: | Katalin Kulcsár |

|                                                                        |           |  |
| Dekker 19’ Jakobsson 25’ Veje 37’ Toletti 67’ Léger 81’ Torrecilla 85’ | Marcatori |  |

| Praga 16 novembre 2017, ore 18:30 CET | Slavia Praga    | 0 – 0 referto | Stjarnan | Eden Aréna\| Arbitro: \| Ivana Martinčić \| |
| Arbitro:                              | Ivana Martinčić |               |          |                                             |

| Arbitro: | Olga Zadinová |

|                             |           |            |
| Christiansen 46’ Parris 73’ | Marcatori | 17’ Berget |

## Quarti di finale
Il sorteggio degli accoppiamenti per i quarti di finale si è tenuto a Nyon il 24 novembre 2017. Le gare di andata si sono disputate il 21-22 marzo 2018, mentre le gare di ritorno si sono disputate il 28 marzo 2018.
| Squadra 1       | Totale | Squadra 2    | Andata | Ritorno |
| --------------- | ------ | ------------ | ------ | ------- |
| Montpellier     | 1 - 5  | Chelsea      | 0 - 2  | 1 - 3   |
| Wolfsburg       | 6 - 1  | Slavia Praga | 5 - 0  | 1 - 1   |
| Manchester City | 7 - 3  | Linköping    | 2 - 0  | 5 - 3   |
| Olympique Lione | 3 - 1  | Barcellona   | 2 - 1  | 1 - 0   |

### Andata
| Arbitro: | Stéphanie Frappart |

|                            |           |  |
| Parris 37’ (rig.) Ross 55’ | Marcatori |  |

| Arbitro: | Kateryna Monzul' |

|  |           |                            |
|  | Marcatori | 49’ Ji So-yun 77’ Cuthbert |

| Arbitro: | Florence Guillemin |

|                                                               |           |  |
| Harder 12’, 58’ Graham Hansen 13’ Gunnarsdóttir 39’ Pajor 85’ | Marcatori |  |

| Arbitro: | Pernilla Larsson |

|                            |           |              |
| Marozsán 44’ Hegerberg 80’ | Marcatori | 72’ Guijarro |

### Ritorno
| Arbitro: | Jana Adámková |

|                                      |           |                                                        |
| Banusic 51’, 60’ (rig.) Almqvist 77’ | Marcatori | 14’ Ross 23’, 33’ Stanway 42’ Beattie 64’ Christiansen |

| Arbitro: | Lina Lehtovaara |

|              |           |           |
| Divišová 30’ | Marcatori | 68’ Pajor |

| Arbitro: | Sandra Bastos |

|  |           |               |
|  | Marcatori | 62’ Le Sommer |

| Arbitro: | Anastasija Pustovojtova |

|                                   |           |               |
| Kirby 4’, 77’ (rig.) Bachmann 50’ | Marcatori | 36’ Jakobsson |

## Semifinali
Il sorteggio degli accoppiamenti per le semifinali si è tenuto a Nyon il 24 novembre 2017. Le gare di andata si sono disputate il 22 aprile 2018, mentre le gare di ritorno si sono disputate il 29 aprile 2018.
| Squadra 1       | Totale | Squadra 2       | Andata | Ritorno |
| --------------- | ------ | --------------- | ------ | ------- |
| Chelsea         | 1 - 5  | Wolfsburg       | 1 - 3  | 0 - 2   |
| Manchester City | 0 - 1  | Olympique Lione | 0 - 0  | 0 - 1   |

### Andata
| Manchester 22 aprile 2018, ore 14:00 CEST | Manchester City   | 0 – 0 referto | Olympique Lione | Academy Stadium\| Arbitro: \| Bibiana Steinhaus \| |
| Arbitro:                                  | Bibiana Steinhaus |               |                 |                                                    |

| Arbitro: | Esther Staubli |

|              |           |                                                    |
| Ji So-yun 3’ | Marcatori | 18’ Gunnarsdóttir 43’ (aut.) Bright 66’ Dickenmann |

### Ritorno
| Arbitro: | Katalin Kulcsár |

|            |           |  |
| Bronze 17’ | Marcatori |  |

| Arbitro: | Olga Zadinová |

|                      |           |  |
| Harder 69’ Pajor 78’ | Marcatori |  |

## Finale
| Arbitro: | Jana Adámková |

|            |           |                                                   |
| Harder 93’ | Marcatori | 98’ Henry 99’ Le Sommer 103’ Hegerberg 116’ Abily |